# Internationaler Tag der Katze

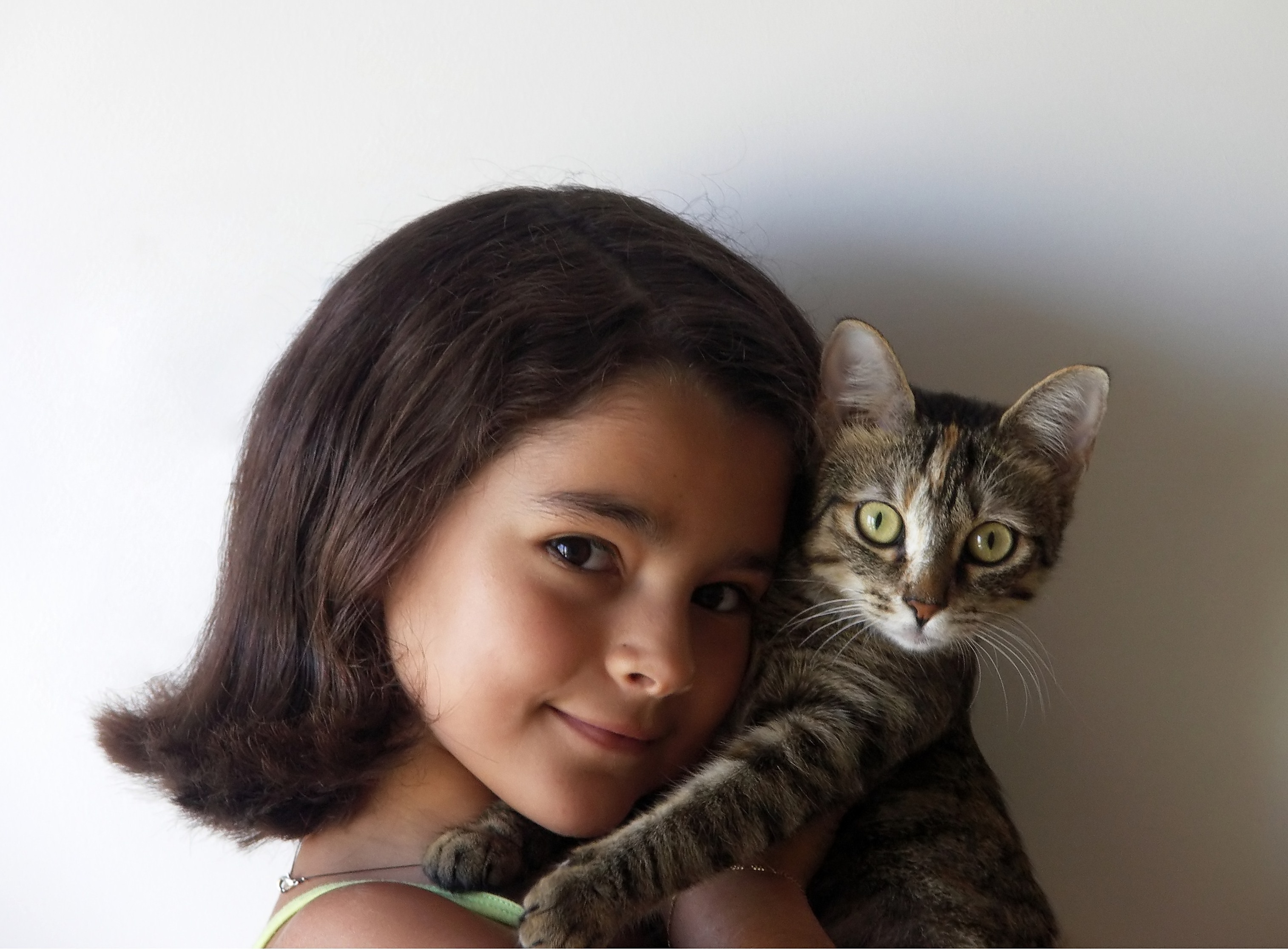
Mädchen mit Katze

Der Internationale Tag der Katze, kurz Tag der Katze, auch Internationaler Katzentag oder Weltkatzentag genannt, ist ein Aktionstag. Er wird alljährlich am 8. August begangen, um an diesem Tag auf Katzen (und Katzenartige) aufmerksam zu machen.

## Ausrichtung
Am Internationalen Tag der Katze feiern Katzenfreunde das Zusammenleben mit der als Haustier beliebten Hauskatze.
Dieser Tag soll aber auch dazu dienen, um die mit der Katzenhaltung verbundene Verantwortung in Erinnerung zu rufen und auf Missstände in der Katzenhaltung hinzuweisen. Beispielsweise soll das Bewusstsein für Themen wie Tierschutz und Qualzucht geschärft werden.
Der Internationale Tag der Katze wird zudem – meist von Tier- oder Umweltschutzorganisationen – zum Anlass genommen, um auf die Problematik bedrohter Wild- und Großkatzen aufmerksam zu machen.

## Entstehung
Den Internationalen Tag der Katze gibt es seit 2002. Über den Initiator herrscht Unklarheit, auch wenn manchmal die Tierschutzorganisation International Fund for Animal Welfare (IFAW) genannt wird.
Im Jahr 2020 ging die Schirmherrschaft über den Internationalen Tag der Katze an die gemeinnützige britische Organisation International Cat Care über, die sich seit 1958 um die Verbesserung der Gesundheit und des Wohlergehens von Hauskatzen weltweit bemüht.